# پیتای غول‌پیکر
پیتای غول‌پیکر (نام علمی: Hydrornis caeruleus) نام یک گونه از تیره پیتا است. این پرنده بومی برونئی، اندونزی، مالزی، میانمار، و تایلند است. این گونه در جنگل‌های واقع در ارتفاع ۱٬۲۰۰ متری زندگی می‌کند. این پرنده در اتحادیه بین‌المللی حفاظت از طبیعت به عنوان یک گونه در نزدیکی تهدید شناخته شده است.